# 马斯尔肖尔斯 (阿拉巴马州)
马斯尔肖尔斯（英文：Muscle Shoals），是美国阿拉巴马州下属的一座城市。面积约为15.53平方英里（约合40.22平方公里）。根据2010年美国人口普查，该市有人口13,146人，人口密度为846.55/平方英里（约合326.85/平方公里）。